# Emmerich Bjelik
Emmerich Bjelik (także: Emerich Bielik, Bjielik, Imre Bjelik, ur. 22 lub 24 lipca 1860 w Ilavie, zm. 9 maja 1927 w Oradei) – duchowny rzymskokatolicki, biskup tytularny Thasus (1913–1927), apostolski wikariusz polowy c. i k. Armii (1911–1918), administrator apostolski diecezji wielkowaradyńskiej (1923–1927. 

## Życiorys
Emmerich Bjelik miał pochodzenie słowackie. został wyświęcony na kapłana w 4 października 1883 r. Był kapelanem wojskowym w rezerwie. Od 1 kwietnia 1888 r. jako kapelan w służbie czynnej pracował w Sarajewie (1888) i Bratysławie (1891), gdzie na swój koszt opublikował modlitewnik „Od srdca k srdcu” dla habsburskich żołnierzy pochodzenia słowackiego. Kolejno otrzymał tytuły szambelana papieskiego, protonotariusz apostolskiego i prałata Jego Świątobliwości. 1 maja 1894 r. został drugim sekretarzem konsystorza polowego armii Austro-Węgier, 1 maja 1898 – pierwszym, a 1 listopada 1903 r. awansował na stanowisko dyrektora konsystorza polowego (Feldkonsistorialdirektor), a w 1911 r. został mianowany apostolskim wikariuszem polowym (niem. Apostolischer Feldvikar) i kanonikiem katedralnym w Wielkim Waradynie (dziś Oradea).
8 stycznia 1913 papież Pius X mianował go biskupem tytularnym Thasus. 22 lutego 1913 z rąk biskupa Kalmana Belopotoczkiego przyjął sakrę biskupią.
W okresie I wojny światowej jako apostolski wikariusz polowy Emmerich Bjelik wykazywał się niezwykłą gorliwością: przeprowadzał comiesięczne kontrole duchowieństwa polowego na linii frontu i na tyłach, odwiedzał żołnierzy na froncie, a chorych i rannych w szpitalach polowych. Wizytował także obozy jenieckie, organizował zbiórki finansowe oraz przyczynił się do poprawy życia żołnierzy na froncie.
W związku z rozpadem Austro-Węgier na ręce papieża Benedykta XV 11 listopada 1918 r. złożył rezygnację z zajmowanej funkcji. 
Po śmierci biskupa Széchenyi'ego (1923) Bjelik został administratorem apostolskim diecezji wielkowaradyńskiej.
Zmarł w Oradei 9 maja 1927 r.

## Publikacje
Dr Emmerich Bjelik był m.in. autorem utworów poświęconych historii ordynariatu polowego w monarchii Habsburgów (Bjelik Emmerich, Geschichte der k. u. k. Militär – Seelsorge und des apostolisches Feldvicariates. Wien: Selbstverlag, 1901) oraz podręcznika dla kapelanów polowych (Bjelik Emmerich, Handbucg für die k. u. k. Militärgeistlichkeit. Wien: St. Norbertus, 1905).